# 2020 год в палеоэкологии
Палеоэкология — раздел палеонтологии, изучающий условия и среду обитания, жизнь и взаимоотношения организмов геологического прошлого, а также их изменения в процессе исторического развития. В данной статье перечислены открытия в области палеоэкологии, статьи о которых были опубликованы в 2020 году или запланированы на этот год. 

## Палеозой
- Исследование влияния раннепалеозойских изменений окружающей среды на эволюцию и палеоэкологию конодонтов из канадской части Лаврентии будет опубликовано Barnes (2020)[1].

### Пермский период
- Исследование палеоэкологии пермских четвероногих из абрамскраальской свиты (Южная Африка) по стабильным изотопным составам фосфатов зубов и костей, использованного в качестве доказательства их зависимости от воды, будет опубликовано Rey et al. (2020)[2].

## Мезозой

### Юрский период

#### Верхняя юра
- Ископаемые остатки рака-отшельника из семейства Pylochelidae, сохранившиеся в раковине аммонита вида Craspedites nekrassovi, описаны из верхней юры Москвы, Россия, автором Mironenko (2020)[3].

### Меловой период

#### Нижний мел
- Описание нового образца представителя чешуйчатых Yabeinosaurus robustus из нижнего мела Китая, сохранившего следы кожных покровов и брюшного содержимого, будет опубликовано Xing et al. (2020)[4].

#### Верхний мел
- Исследование полярных сеноманских и коньякских экологических условий в восьми местах на северо-востоке России и в северной Аляске будет опубликовано Spicer et al.(2020)[5].

- Описание трёх новых черепов динозавров-анкилозаврид Talarurus plicatospineus, на основе формы морд которых авторы предполагают возможное разделение экологических ниш между этим таксоном и Tsagantegia longicranialis, будет опубликовано Park et al. (2020)[6].
- Исследование зубов тарбозавра и его потенциальной добычи из формации Нэмэгэт, направленное на получение вывода рационе этого динозавра и сезонных климатических изменениях в районе Монголии в раннем маастрихте на основе стабильных изотопных данных из зубной эмали, опубликовано Owocki et al. (2020)[7].
- Исследование изменчивости окружающей среды до и после мел-палеогенового вымирания по соотношению изотопов кальция в замещённых арагонитом раковинах моллюсков из формации Лопез-де-Бертодано (Антарктида), опубликовано Linzmeieret al. (2020)[8].

## Кайнозой

### Неогеновый период
- Исследование палеоэкологии и размеру популяций носороговых Aphelops и Teleoceras из отложений Великих равнин, США, возрастом от среднего миоцена до плиоцена, и причинах их вымирания[9].

#### Миоцен
- Исследование возраста миоценовой морской фауны формаций Чилкатай и Писко (Перу), а также его влияния на реконструкцию окружающей среды этих формаций, опубликовано Bosio et al. (2020)[10].

#### Плиоцен
- Исследование анатомических особенностей зубов и предполагаемого питания полорогих, свиней и носороговых из плиоценового участка Канапои (Кения), а также их последствий для реконструкции окружающей среды этого участка, будет опубликовано Dumouchel & Bobe (2020)[11].

### Четвертичный период
- Исследование тафономии и возраста ископаемых остатков из пещеры Грута-ду-Иойо, датировавшее его возрастом от позднего плейстоцена до раннего или среднего голоцена, и палеоэкологии млекопитающих этого участка[12].

#### Плейстоцен
- Исследование палеоэкологии и рациона наземных позвоночных позднего плейстоцена, известных из асфальтовой залежи (проект 23, залежь 1) на Ранчо Ла-Брея (Калифорния, США) опубликовано Fuller et al. (2020)[13].
- Исследование рациона мамонтов и американских мастодонтов из позднего плейстоцена Северной Америки будет опубликовано Cammidge, Kooyman & Theodor (2020)[14].